# Larissa Bracher
Larissa Bracher (Juiz de Fora, 17 de setembro de 1976) é uma atriz brasileira, com carreira em teatro, cinema e televisão. É também preparadora de elenco, "life coach" e criadora da metodologia "coach para atores"

## Biografia
Nascida em Juiz de Fora, numa família de raízes luso-brasileiras e suíças germanófonas, Larissa mudou-se, com apenas 15 dias para Ouro Preto com os pais, os premiados artistas plásticos Carlos Bracher e Fani Bracher.  Larissa se graduou em Artes Cênicas pela Universidade Federal de Ouro Preto (1997), onde também estudou Filosofia. Fez vários cursos e oficinas de interpretação, com Antunes Filho, Walter Lima Júnior, Bárbara Heliodora, Maria Psomas, Karl Schumacher, Terry O´Reilly  (Nova York), Silke Müllenstern e Jacques Lecoq ( França), Miguel Montesco ( Cuba), entre outros.
Estreou no teatro ainda em 1996, em uma peça de Brecht, sob a direção do mineiro Wilson Oliveira.
Contratada pela TV Globo a partir de uma oficina de atores, mudou-se para o Rio de Janeiro em 1997, onde vive ainda hoje.
Ganhou prêmio de Melhor Atriz  com os filmes  "Os Filhos de Nelson" (em Miami e Recife) e  "A Antropóloga" (Florianópolis).
Apresentou os programas  "Um Certo Olhar Francês"  no Canal Brasil , "Aquarelas Brasileiras", na TVE e o mais recente, o Doc reallity  de moda, exibido pelo Arte 1, "Desafio Brasil Fashion" (2016), junto a Ronaldo Fraga, Alexandre Herchcovitch e Lino Villaventura.
No teatro seus  trabalhos mais recentes são: o musical "Merlin e Arthur- Um sonho de liberdade, ao som de Raul Seixas",  o monólogo "Genderless- um corpo fora da lei", (indicado aos Prêmios Shell e APTR de inovação teatral), "Trágica.3" (2014-2016), e "RockAntygona" (2010-2012) 
Sua empresa, ativa desde 1999, a  Larissa Bracher Produções Artísticas, realizou diversas  produções teatrais e r produziu o grande  ciclo de exposições "Bracher: Pintura & Permanência" (2014/ 2015) nos CCBBs (Centro Cultural Banco do Brasil) de Belo Horizonte, Rio de Janeiro, São Paulo e Brasília, em homenagem ao pintor Carlos Bracher. A Mostra ganhou o prêmio de "Melhor exposição do ano", pela Associação Brasileira de Críticos de Arte - ABCA). Em 2011 coordenou o 1 "Cena Brasil Internacional", maior evento internacional de teatro do Rio de Janeiro, no CCBB, Correios e Casa França-Brasil.
Em 2000 mudou-se para Argentina, onde atou como a antagonista Cora na 5ª e última temporada da novela infanto-juvenil Chiquititas.
Em Agosto de 2010 nasce Valentim, filho da atriz com o cantor e compositor Paulinho Moska.
Larissa é "Life coach" certificada pela Behavioral Coaching Institute (BCI), Programadora Neurolinguista e Hipnoterapeuta Clínica (Método Ericksoniano)  além de reconhecida preparadora de elenco.
É criadora da metodologia que une life coach, pnl e hipnose para interpretação.

## Filmografia

### Televisão
| Ano  | Título                      | Personagem                               | Notas                                |
| ---- | --------------------------- | ---------------------------------------- | ------------------------------------ |
| 2024 | Vidas Bandidas              | Rafaela                                  |                                      |
| 2022 | Sob Pressão                 | Cláudia                                  | Episódio: "12"                       |
| 2018 | Malhação: Vidas Brasileiras | Eliane Cruz                              |                                      |
| 2017 | Novo Mundo                  | Maria Benedita de Castro do Canto e Melo |                                      |
| 2016 | A Regra do Jogo             | Gisela                                   |                                      |
| 2015 | I Love Paraisópolis         | Delegada Dirce                           |                                      |
| 2015 | Malhação: Sonhos            | Tandê Bressane                           |                                      |
| 2015 | Desafio Brasil Fashion      | Apresentadora                            |                                      |
| 2013 | Malhação: Casa Cheia        | Raíssa                                   |                                      |
| 2012 | Cheias de Charme            | Roberta                                  |                                      |
| 2011 | Ed Mort                     | —                                        |                                      |
| 2010 | S.O.S Emergência            | —                                        |                                      |
| 2009 | Um Certo Olhar Francês      | Apresentadora                            |                                      |
| 2009 | Cilada                      | Denise                                   |                                      |
| 2008 | Faça sua História           | Melinda Lee                              | Episódio: "Amigo É Pra Essas Coisas" |
| 2008 | Faça sua História           | Vanessa                                  | Episódio: "A Vingadora Capixaba"     |
| 2008 | Dicas de Um Sedutor         | Bia                                      | Episódio: "O Borogodó"               |
| 2008 | Toma Lá Dá Cá               | Denise                                   | Episódio: "Falando Grosso"           |
| 2008 | Fantástico                  | Vizinha                                  | Quadro: "O Super Sincero"            |
| 2007 | Malhação                    | Professora Duba                          |                                      |
| 2007 | Pé na Jaca                  | Mila                                     |                                      |
| 2006 | Páginas da Vida             | Médica amiga de Helena                   | Participação Especial                |
| 2006 | A Grande Família            | Vandinha                                 | Participação Especial                |
| 2005 | Bang Bang                   | Promotora Jessica                        |                                      |
| 2005 | Sob Nova Direção            | Alice                                    |                                      |
| 2005 | A Diarista                  | Andressa                                 |                                      |
| 2004 | Malhação                    | Liliane                                  |                                      |
| 2004 | Quem vai ficar com Mário?   | Buzuza                                   |                                      |
| 2001 | Aquarelas Brasileiras       | Apresentadora                            |                                      |
| 2000 | Chiquititas                 | Cora Amarante Rocha                      | Temporada 5                          |
| 1998 | Meu Bem Querer              | —                                        | Participação Especial                |

### Cinema
| Ano  | Título                          | Personagem | Notas          |
| ---- | ------------------------------- | ---------- | -------------- |
| 2019 | Maria do Caritó                 | Cigana     |                |
| 2011 | Casa de Boneca                  | Dezirrê    |                |
| 2010 | De Pernas pro Ar                | Denise     |                |
| 2010 | Uma Professora Muito Maluquinha | Claudina   |                |
| 2006 | A Antropóloga                   | Malu       | Curta-metragem |
| 2005 | Amor Perfeito                   | Soraia     |                |
| 2004 | Procuradas                      | Viviane    |                |
| 2004 | Ópera Curta                     | —          | Curta-metragem |
| 2000 | Os Filhos de Nelson             | Sabrina    | Curta-metragem |
| 2000 | O Circo das Qualidades Humanas  | —          | [ 19 ]         |
| 1999 | Tiradentes                      | Prostituta |                |

## Teatro
- 2019:  Musical Merlin e Arthur- Um sonho de liberdade, ao som de Raul Seixas- dir. Guilherme Leme, texto Marcia zanelatto (Rainha Guinevere)
- 2016: Genderless - Monólogo (de Marcia Zanelatto)- dir. Guilherme Leme (Indicado aos Prêmios Shell e Aptr na categoria inovação teatral- 2016, representante do Brasil no WPI 2018 no Chile)

- 2016: Trágica.3 (Electra de Eurípedes) - Dir. Guilherme Leme (Indicado ao Premio Shell de melhor espetáculo e melhor atriz (Denise Del Vecchio)- 2015)
- 2010: RockAntygona (de Sófocles) - Dir. Guilherme Leme e Vera Holtz (indicado ao Prêmio Shell nas categorias Iluminação e trilha sonora-2010)
- 2009: As Meninas (de Maitê Proença) - Dir. Amir Haddad
- 2007/2008: Um Certo Van Gogh (de Daniela Pereira de Carvalho) - Dir. João Fonseca
- 2006: Um Marido Ideal (de Oscar Wilde) - Dir. Victor Garcia Peralta  ( Mabel Chiltern)
- 2004: Geringonça (de Caio de Andrade) -  Dir. Caio de Andrade Fiona Greenhill (Melhores do ano, O Globo- 2004)
- 2003: Deserto Iluminado (de Caio de Andrade)
- 2002: O Exercício (de Lewis John Carlino)
- 2001: Os Olhos Verdes do Ciúme (de Caio de Andrade) -  Dir Caio de Andrade (Fiona Greenhill) (Vencedor do Prêmio Governador do estado,  e Melhores do ano, O Globo, Indicado ao Shell de Melhor texto- 2001)
- 1997: A Dama da madrugada (de Alejandro Casona) - Dir. Helvécio Guimarães
- 1996: A ópera dos 3 vinténs (de Bertolt Brecht) - Dir. Wilson Oliveira

### Direção
- 2011:  Filha, mãe, avó e p.. - Assistente de direção de Guilherme Leme

### Produção
- 2001 Os Olhos Verdes do Ciúme (de Caio de Andrade)
- 2003 Deserto Iluminado (de Caio de Andrade)
- 2004: Geringonça (de Caio de Andrade)
- 2010: RockAntygona - Dir. Guilherme Leme e Vera Holtz
- 2012: Coordena o Festival internacional de teatro "Cena Brasil Internacional", no CCBB, Correios e Casa França Brasil (RJ)
- 2014/2015: Coordena as Exposições : "Bracher:Pintura & Permanência", nos CCBBs de Belo Horizonte, São Paulo, Rio de Janeiro e Brasília, e na Usiminas, Ipatinga. A mostra recebeu o prêmio de "Melhor exposição do ano de 2014 pela ABCA associação brasileira de Críticos de arte)

## Premiações
- Ganhou o prêmio de Melhor Atriz Festival de Cinema de Recife de 2001 por sua atuação no curta-metragem "Os Filhos de Nelson", dirigido por Marcelo Santiago.[20]
- Ganhou o prêmio de Melhor Atriz no Festival de Cinema de Miami de 2001, por sua atuação no curta-metragem "Os Filhos de Nelson", dirigido por Marcelo Santiago.[21]
- Ganhou o prêmio de Melhor Atriz no Festival de cinema de Blumenau de 2012, por sua atuação no longa "A Antropóloga", dirigido por Zeca Nunes Pires.[22]

## Curiosidades
A atriz quando criança foi lobinho do grupo de Escoteiros em Ouro Preto , cidade onde cresceu 
- «Página oficial»
- Larissa Bracher no Facebook
- Larissa Bracher. no IMDb.